# Peugeot SR1
Peugeot SR1 — концепт-кар в линейке автомобилей Peugeot. Официальное представление автомобиля запланировано на март  Вместимость автомобиля — 3 человека. Третье сиденье в центре второго ряда. Доступ к нему облегчает подножка, которая легко сдвигается вперед. В приборную панель вставлены эксклюзивные наручные часы Bell&Ross.

## Двигатели
В Peugeot SR1 — два двигателя, один из них электрический. Управляет работой обоих двигателей разработанная технология HYbrid4. Её серийное использование запланировано на автомобилях Peugeot 3008 начиная с 2011 года. Особенность автомобиля — двигатели разнесены по мостам. Спереди — бензиновый двигатель 1,6 л ТНР мощностью 160 кВт (218 л.с.) Если работает только он, автомобиль является переднеприводным.
Сзади — электродвигатель мощностью 70 кВт (95 л.с.) Использование только электродвигателя делает машину заднеприводной и позволяет автомобилю работать с нулевым уровнем выброса углекислого газа. При задействовании обоих двигателей автомобиль становится полноприводным,  и расход топлива не превышает 4,9 л / 100 км, а показатель выброса углекислого газа не превышает 119 г/км. Максимальная мощность в таком случае составляет 230 кВт (313 л. с.).
Динамику автомобилю придает облегченная конструкция жесткого кузова и шасси с установленным на него турбодвигателем, ходовой частью и механическими элементами. Сцепление с полотном обеспечивает система динамической стабилизации. Она контролирует угол поворота задних колес и скорость вращения, обеспечивает маневренность автомобиля при дорожных условиях.

## Технические характеристики
| Двигатель 1,6 л THP, передний                                                                    | Двигатель 1,6 л THP, передний              |
| ------------------------------------------------------------------------------------------------ | ------------------------------------------ |
| Объем                                                                                            | 1,6 л (1598 см3)                           |
| Максимальная мощность                                                                            | 218 л.с. (160 кВт)                         |
| Крутящий момент                                                                                  | 280 Нм                                     |
| Крутящий момент с турбонаддувом                                                                  | 300 Нм                                     |
| Двигатель электрический, передний                                                                |                                            |
| Тип                                                                                              | синхронный, постоянного тока               |
| Мощность в движении                                                                              | 54 л.с. (40 кВт)                           |
| Максимальная в момент времени                                                                    | 95 л.с. (70 кВт)                           |
| Крутящий момент в движении                                                                       | 102 Нм                                     |
| Максимальный в момент времени                                                                    | 178 Нм                                     |
| Два двигателя                                                                                    |                                            |
| Максимальная мощность                                                                            | 313 л.с. (230 кВт)                         |
| Резина                                                                                           |                                            |
| Производитель                                                                                    | Michelin                                   |
| Размер                                                                                           | 255 40 R20                                 |
| Характеристики скорости и разгона (только водитель)                                              |                                            |
| Разгон от 0 до 100 км/ч                                                                          | 4.7 c                                      |
| Разгон от 0 до 1 000 м                                                                           | 23.2 c                                     |
| Разгон в движении от 80 до 120 км/ч в режиме «Авто»                                              | 3.0 c                                      |
| Максимальная скорость                                                                            | 250 км/ч                                   |
| Размеры                                                                                          |                                            |
| Длина                                                                                            | 4783 мм                                    |
| Ширина                                                                                           | 1917 мм                                    |
| Высота в движении                                                                                | 1246 мм                                    |
| Колесная база                                                                                    | 2595 мм                                    |
| Свес передний / задний                                                                           | 872/956 мм                                 |
| Колея передняя / задняя                                                                          | 1648/1648 мм                               |
| Прочие показатели                                                                                |                                            |
| Трансмиссия                                                                                      | механическая 6-ступенчатая коробка передач |
| Объем топливного бака                                                                            | 50 л                                       |
| Расход топлива, смешанный цикл, на 100 км                                                        | 4,9 л                                      |
| Расход топлива, только электродвигатель                                                          | 0 л                                        |
| Максимальное расстояние при движении на электродвигателе (без подключения бензинового двигателя) | 12,5 км                                    |
| Снаряженная масса                                                                                | 1525 кг                                    |